# Petneházy-sziklaüreg
A Petneházy-sziklaüreg az egyik megsemmisült barlang, amely Budapest II. kerületében nyílt.

## Leírás
1984-ben volt először Petneházy-sziklaüregnek nevezve a barlang az irodalmában. Előfordul a barlang az irodalmában Petneházi barlang (Bertalan 1976), Petneházi sziklaüreg (Mottl 1934), Petneházy-barlang (Sebős 1933), Petneházy-hasadék (Kadić 1952), Petneházy hasadék (Bertalan 1976), Petneházy-réti-sziklahasadék (Bertalan, Schőnviszky 1973–1974), Petneházy réti sziklahasadék (Bertalan, Schőnviszky 1962), Petneházyréti sziklahasadék (Bertalan 1976), Petneházy sziklahasadék (Bertalan 1976) és Petneházy sziklaüreg (Bertalan, Schőnviszky 1962) neveken is.

## Kutatástörténet
Az 1933. évi Turistaság és Alpinizmusban megjelent közlemény szerint egy új cseppkőbarlang vált ismertté kőfejtés közben, úgy, mint a többi budai barlang. A Petneházy-rét D-i részén lévő kőbánya DDK-i részén található kis barlangbejáraton kell leereszkedni a hasadékszerű barlangba. A barlang hossza még csak 11 m, 70 cm az átlagszélessége, magassága pedig néhány helyen meghaladja a 3,5 m-t. A barlang falain cseppkőképződmények vannak, melyek majdnem olyanok, mint a Szemlő-hegyi-barlang képződményei. Május 21-én járt Sebős Károly a barlangban, és azt tapasztalta, hogy a függőcseppköveket már letördelték és elvitték. Megvizsgálta a törési felületeket, majd megállapította, hogy a cseppkövek nem voltak kicsik.
El van tömődve a barlang folytatása, azonban azt, hogy itt van egy nagyobb barlang, azt minden kétséget kizáróan bizonyítják a nagyon erős, úgynevezett druck-erosions kolkék. Fontos feladat lenne a barlang folytatásának feltárása. Sebős Károly felmérte, feltérképezte a barlangot. Azért, mert nyilvánvaló volt, hogy itt egy nagyobb barlangról van szó, elnevezte Petneházy-barlangnak. Véghelyi Lajos a Magyar Barlangkutató Társulat 1933. május 22-i választmányi ülésén jelentette, hogy Sebős Károly talált egy barlangot, amely a Petneházy-réten van. A barlangot Petneházi sziklaüregnek szeretné elnevezni.
A Kadić Ottokár által írt, 1952-ben befejezett kéziratban ismertetve van a barlang (Petneházy-hasadék néven). Az ismertetés Sebős Károly publikációja alapján készült, de néhány kiegészítést, módosítást is tartalmaz. Kadić Ottokár leírása szerint a barlang magassága meghaladja a 3 m-t, falain pedig kőrózsák figyelhetők meg. A kőgyertyákat letörték és elvitték. A barlangot kőtörmelék és agyag tölti ki. Az 1962. évi Karszt- és Barlangkutatásban kiadott összeállításban, az 1933. évi 56. tételnél Petneházy réti sziklahasadék néven, az 1934. évi 89. tételnél Petneházy sziklaüreg néven van említve. 1964-ben elkészült a barlang I-es kategóriájú térképvázlata, amelyen alaprajz vetület és hosszmetszet vetület vannak ábrázolva. A térképvázlat 1:100 méretarányban szemlélteti a barlangot.
Az 1976-ban befejezett, Bertalan Károly által írt kéziratban az olvasható, hogy Budapest II. kerületében, a Petneházy-rét D-i oldalán található felhagyott kőbánya DDK-i részén, az Üdülő utca 42. sz. telek felső végében, a 11236. helyrajzi számú telken, a kőfejtő talpszintjén van a barlang bejárata. A barlangbejárat kürtőszerű, emberderék átmérőjű és könnyen betemetődik belehulló kövekkel. A barlang 1933-ban 11 m hosszú, 1964-ben pedig 8–9 m hosszú volt. 1964-ben mélysége 3 m volt. A hévizes eredetű hasadékbarlang kőrózsákkal van bélelve. Jelenleg nem lehet hasznosítani állapota miatt, de feltáró kutatását érdemes lenne megpróbálni, leginkább a bejárati akna alján. A kézirat barlangra vonatkozó része egy irodalmi mű alapján lett írva.
A Bertalan Károly és Schőnviszky László által összeállított, 1976-ban megjelent Magyar barlangtani bibliográfia barlangnévmutatójában meg van említve a Budai-hegységben lévő barlang (Petneházy-réti-sziklahasadék). A barlangnévmutatóban fel van sorolva 4 olyan irodalmi mű, amelyek foglalkoznak a barlanggal. Az 1984-ben kiadott, Magyarország barlangjai című könyv országos barlanglistájában szerepel a Budai-hegységben lévő barlang (Petneházy-sziklaüreg). A listához kapcsolódóan látható a Dunazug-hegység barlangjainak földrajzi elhelyezkedését bemutató, 1:500 000-es méretarányú térképen a barlang földrajzi elhelyezkedése.

## További irodalom
- K. E. (Kékessy Ervin): Buda egy új cseppkőbarlanggal gazdagodott. Budai Hírlap, 1933. július 1.
- Papp Ferenc: Die warmen Heilquellen von Budapest. Hidrológiai Közlöny, 1937. (17. köt.) 79–282. old.